# Vladimir Prosin
Vladimir Prosin (né le 15 août 1959) est un athlète soviétique devenu russe spécialiste du 400 mètres.

## Biographie

### Palmarès
| Date | Compétition                | Lieu      | Résultat | Épreuve   | Performance   |
| ---- | -------------------------- | --------- | -------- | --------- | ------------- |
| 1985 | Universiade d'été          | Kobé      | 2e       | 4 x 400 m | 3 min 02 s 66 |
| 1985 | Coupe du monde des nations | Canberra  | 5e       | 4 x 400 m | 3 min 03 s 17 |
| 1986 | Goodwill Games             | Moscou    | 1er      | 4 x 400 m | 3 min 01 s 25 |
| 1986 | Championnats d'Europe      | Stuttgart | 3e       | 4 x 400 m | 3 min 00 s 47 |
| 1987 | Championnats du monde      | Rome      | —        | 4 x 400 m | DNF           |

### Records
| Épreuve    | Performance | Lieu   | Date         |
| ---------- | ----------- | ------ | ------------ |
| 200 mètres | 20 s 96     | Vienne | 10 juin 1987 |
| 400 mètres | 45 s 57     | Kiev   | 22 juin 1984 |